# Lez-Fontaine
Lez-Fontaine är en kommun i departementet Nord i regionen Hauts-de-France i norra Frankrike. Kommunen ligger i kantonen Solre-le-Château som tillhör arrondissementet Avesnes-sur-Helpe. År 2022 hade Lez-Fontaine 232 invånare.

## Befolkningsutveckling
Antalet invånare i kommunen Lez-Fontaine
| Referens: INSEE |